# Guy Raives
Guy Raives es un autor de bande dessinée. Nacido el 25 de julio de 1959 en Lieja, Bélgica. Estudio artes en el St Luc Institute de Lieja.
En 1985, conoce a Éric Warnauts, ambos crean Paris perdu, Eric Warnauts escribe el guion, Raives añade los colores y ambos dibujan el cómic a cuatro manos. La colaboración entre ambos autores ha continuado desde entonces hasta la actualidad con numerosas obras producidas conjuntamente siguiendo el mismo estilo de trabajo.

### Álbumes individuales
| Año  | Álbum                                                | Autores                                |
| ---- | ---------------------------------------------------- | -------------------------------------- |
| 1986 | Moonlight serenades                                  | Éric Warnauts y Raives                 |
| 1988 | Congo 40, publicado en España por Norma Editorial    | Éric Warnauts y Raives                 |
| 1991 | La inocente, publicado en España por Norma Editorial | Éric Warnauts y Raives                 |
| 1992 | Équatoriales                                         | Éric Warnauts y Raives                 |
| 1995 | L'Envers des rêves                                   | Éric Warnauts y Raives                 |
| 1996 | Lettres d'outremer                                   | Éric Warnauts y Raives                 |
| 1998 | La Contorsionniste                                   | Éric Warnauts y Raives                 |
| 1999 | Kin' la belle                                        | Éric Warnauts , Raives y Michel Vandam |
| 2007 | Fleurs d'ébène                                       | Éric Warnauts y Raives                 |
| 2009 | The Vixen                                            | Laurence Bourguignon y Guy Servais     |

### Series de Warnauts y Raives
| Serie                   | Año                                     | Álbum |
| ----------------------- | --------------------------------------- | --- |
| Paris Perdu             | 1985 1986                               | - Marie-Lou - Paul |
| Lou Cale The Famous     | 1987 1988 1990 1991 1992                | - La Poupée brisée - Le Cadavre scalpé - Les Perles de Siam - Étrange fruit - Le Centaure tatoué                                                                  |
| Les suites vénitiennes  | 1996 1997 1998 1999 2000 2004 2005 2006 | - Esquisses' - Rouge Venise - Exil - La Nuit de Gorée - Le Centaure tatoué - Le Griot blanc - L'Île sous le vent - Crépuscule sur la lagune - Clara - Sérénissime |
| L'Orfèvre               | 2000 2001 2002 2003 2004                | - La Mort comme un piment - La Maison sur la plage - K.O. sur ordonnance - Le Sourire de Bouddha - Les Larmes de la courtisane                                    |
| Un diamant sous la lune | 2002 2003                               | - Taille blanche - Pierre noire |
| Les Temps Nouveaux      | 2011 2011                               | - Le retour - Entre chien et loup |